# 魁北克省高級法院
魁北克省高级法院（法語：Cour supérieure du Québec）是加拿大魁北克省的高级法院，由联邦政府委任的157名法官组成。若诉讼人对高级法院判決不服，须向更高一級的魁北克省上诉法院提出上诉。

## 司法管辖权
高级法院监察该省所有下级法院、出于公共利益或出于私人利益而成立的法人，以及合伙制、协会和其他没有法人资格的团体的司法审查专属管辖权。